# Federico Rangel Fuentes
Federico Rangel Fuentes fue un maestro y periodista mexicano. Nació en 1923. Fue formador de maestros en el Instituto Superior de Educación Normal de Colima y fundador del Instituto Colimense junto con Juan Hernández Espinosa. Además, colaboró en programas como actor y en la producción de radionovelas como Espionaje en Manzanillo y Encuentro Casual en la XERL de Colima en los años cuarenta. Fue miembro de la Sociedad Artística de Aficionados Colimenses. Fue Director de Educación del Gobierno del Estado de Colima durante el mandato de Arturo Noriega Pizano. Falleció a los 86 años de edad el 24 de septiembre de 2009. A su homenaje en el Archivo Histórico del Estado acudió el gobernador Silverio Cavazos y sus nietos y diputados al Congreso de Colima, Federico Rangel Lozano y Guillermo Rangel Lozano.